# Diemen-Zuid
Diemen-Zuid is een woonwijk in de gemeente Diemen, gebouwd in de late jaren 70 en vroege jaren 80. De wijk bestaat uit een mix van rijtjeswoningen, laagbouwflats en enkele hogere appartementencomplexen.
Een belangrijk knooppunt in de wijk is station Diemen-Zuid, waar zowel treinen als metro's stoppen, waardoor er een snelle verbinding is met Amsterdam en de rest van de regio. De wijk ligt vlak bij het Diemerbos, een aangelegd natuurgebied dat in de jaren 90 werd ontwikkeld en inmiddels een belangrijke recreatieplek is voor wandelaars en fietsers.
Diemen Zuid heeft verschillende voorzieningen, waaronder basisscholen, sportverenigingen en kleine winkelcentra. De wijk wordt gekenmerkt door veel groen en autoluwe straten, wat het een populaire woonomgeving maakt voor gezinnen.
Het grenst aan Duivendrecht, de Weespertrekvaart, de Amsterdamse wijken Watergraafsmeer, Bijlmermeer en Venserpolder.
In Diemen-Zuid bevindt zich ook de Hoofdwerkplaats Diemen-Zuid van het GVB.

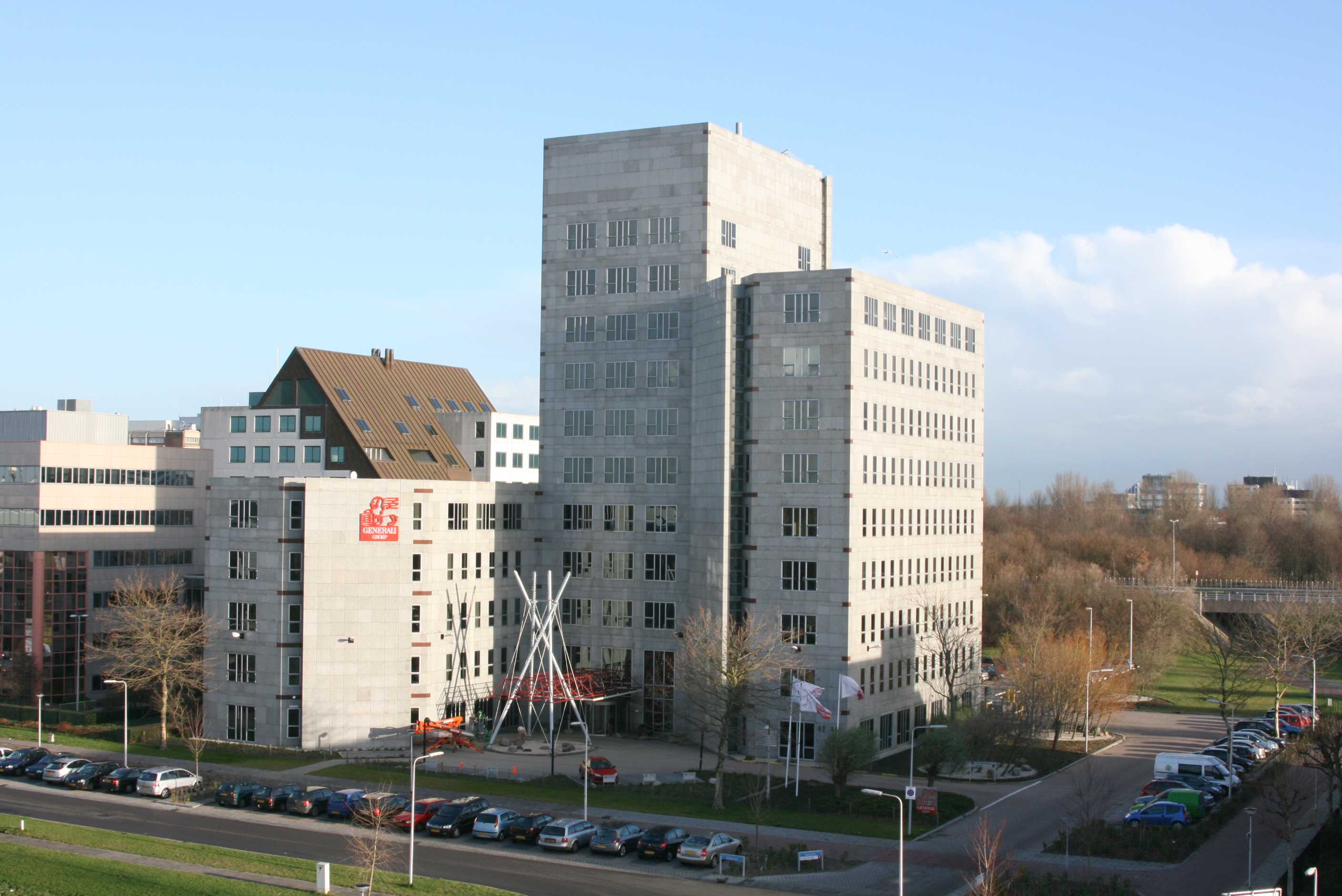
kantoorgebouwen

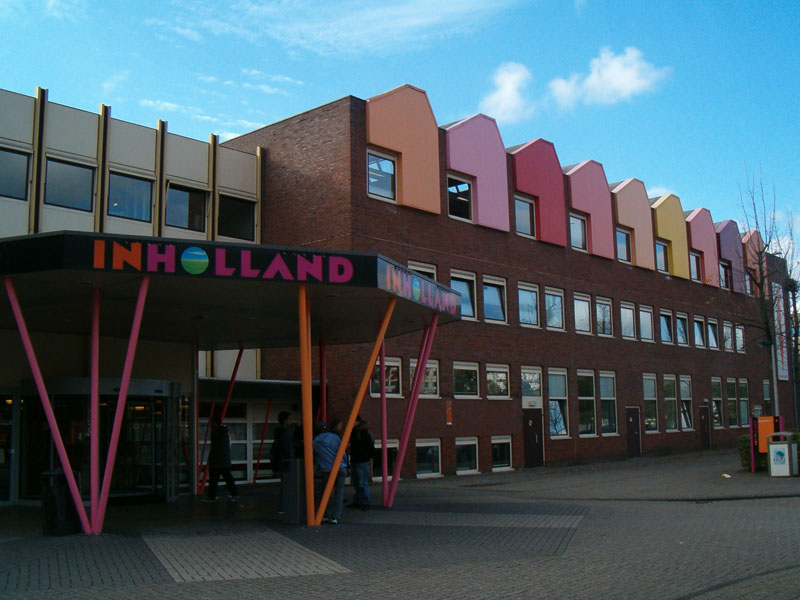
De inmiddels gesloopte Hogeschool Inholland, gebouw Wildenborch

## Ligging
De wijk Diemen-Zuid ligt grotendeels tussen A10, de Weespertrekvaart, de Daalwijkdreef en de Gooiseweg.

## Verkeer
De woonbuurten in Diemen-Zuid zijn 30 km-zones. In de wijk liggen ook woonerven. Om Holland Park beter bereikbaar te maken, is in 2024 de busbaan opengesteld voor alle verkeer. Dit heeft gezorgd voor een logischere en veiligere route  tussen het centrum van Diemen en de buurt Holland Park. Bewoners hoeven hierdoor niet langer via de smalle en onoverzichtelijke slingerweg Boven Rijkersloot te rijden, wat de verkeersdoorstroming en veiligheid in de wijk heeft verbeterd.

## Economie
Diemen Zuid heeft een beperkt aantal commerciële voorzieningen, met enkele buurtwinkels en horecagelegenheden verspreid over de wijk. De meeste winkels en supermarkten bevinden zich in het nabijgelegen winkelcentrum Diemerplein. Langs de Bergwijkdreef, waar vroeger bedrijfsruimtes en kantoren stonden, is de nieuwe woonwijk Holland Park ontwikkeld met een aantal horecavoorziengen en winkels. Veel inwoners van Diemen Zuid werken in Amsterdam, mede dankzij de goede ov-verbindingen met station Diemen Zuid.

## Trivia

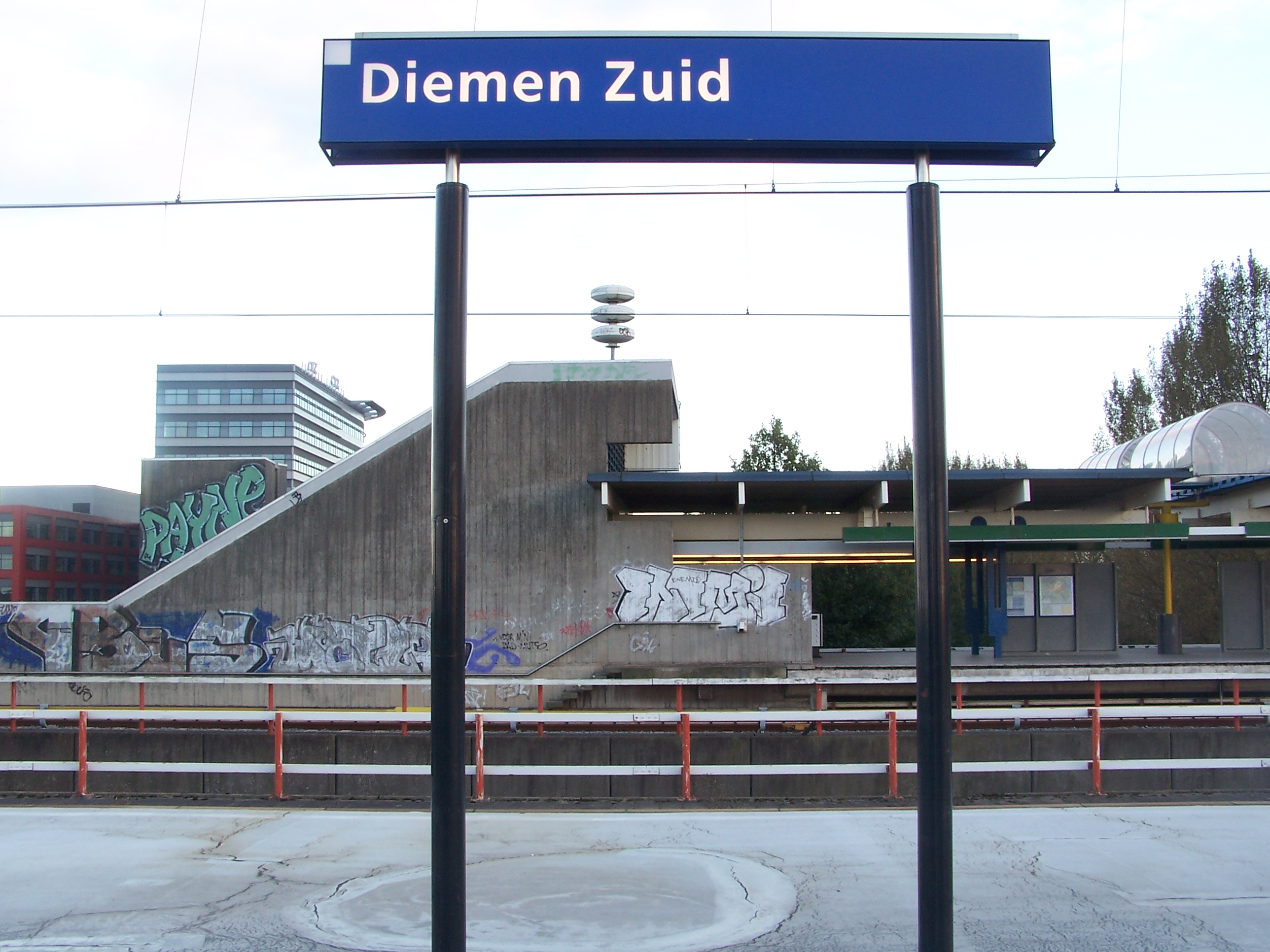
Station Diemen Zuid

De hit van Lange Frans en Baas B, Mee naar Diemen-Zuid, uit 2005 gaat over Diemen-Zuid.
1. ↑  Tabel: Bevolking; maandcijfers per gemeente en overige regionale indelingen, 1 januari 2023, Centraal Bureau voor de Statistiek, Voorburg/Heerlen